# Pseudospingus
Pseudospingus är ett fågelsläkte i familjen tangaror inom ordningen tättingar: Släktet omfattar två arter som förekommer från Peru till nordvästra Argentina:
- Gråkronad tangara (P. verticalis)
- Gulögd tangara (P. xanthophthalmus)

Tidigare placerades arterna i släktet Hemispingus men genetiska studier visar att släktets medlemmar inte alls står varandra närmast.